# Nicolás Lúcar
Jorge Arturo Nicolás Lúcar de la Portilla (Trujillo, 16 de diciembre de 1953) es un periodista, presentador de televisión y locutor de radio peruano.

## Carrera

### Reportero (1988-1991)
Comienza su carrera periodística como reportero del programa de investigación En persona, conducido por César Hildebrandt en América Televisión hasta julio de 1991.

### La revista dominical(primer periodo: agosto de 1991-abril de 1999)
En el año 1991, se cancela el programa En persona, y Nicolás Lúcar comienza a conducir un programa periodístico llamado El dominical, que semanas después cambió su nombre a La revista dominical, también por América Televisión. Este programa, competidor directo de Panorama, estuvo acompañado por el reportero Álamo Pérez-Luna y alcanzó excelente audiencia. Hasta que, en abril de 1999, se cancela el programa por decisión de Lúcar, luego de siete años y medio de transmisión, en que admitió una posible presión mediática de la red de corrupción del gobierno de entonces.

### La revista de AméricayTiempo nuevo(agosto de 2000-enero de 2001)
En agosto de 2000, Nicolás Lúcar vuelve a las pantallas de América Televisión con su nuevo programa La revista de América. Y luego, tras la cancelación de Hora 20:00, con Tiempo nuevo, que duró desde octubre de 2000 hasta el 28 de enero de 2001. Cuando Lúcar presenta un reportaje donde acusa al entonces presidente de transición del Perú, Valentín Paniagua, de haber recibido dinero de un testaferro de Vladimiro Montesinos para financiar su campaña electoral. Paniagua se sintió muy indignado con Lúcar, mediante un enlace telefónico, y el sistema informativo de América Televisión, que incluye a este programa, quedó totalmente suspendido. Tras manifestaciones contra el periodista por acusar de dañar la imagen del mandatario y los intentos de sabotaje del fujimorismo, Nicolás Lúcar perdió el prestigio ganado, ya que el propio Paniaga le acusó de «desestabilizar el Gobierno» y sus compañeros de producción exigieron disculpas públicas.
Luego de retirarse del canal, en febrero de 2001 viajó a Costa Rica al recibir una denuncia por «violencia y resistencia a la autoridad, en la modalidad de desacato». Regresó al territorio peruano al mes siguiente.

### La revista dominical(segundo periodo: 2001-2002)
Meses después del escándalo, en diciembre de 2001, Nicolás Lúcar regresa por última vez a América Televisión para conducir una nueva temporada de La revista dominical, que tuvo una editorial opositora al gobierno de Alejandro Toledo. Sin embargo, fue cancelado en mayo de 2002 debido a desacuerdos derivados de la entrada de una nueva administración al canal. En su lugar, ocupó Cuarto poder, que se emite desde el 2002.

### Regreso a la TV conDía D(2005-2009)
Nicolás Lúcar regresa a la televisión peruana en octubre de 2005, ahora en Andina de Televisión, con Día D, programa periodístico dominical que competía directamente con Panorama y Cuarto poder, hasta 2009.

### Punto final(2009-2016)
En 2009, Pamela Vértiz y Nicolás Lúcar intercambian canales; Pamela, que era conductora de Reporte semanal, por Frecuencia Latina, se muda a ATV y conduce Día D. Y Lúcar se muda a Frecuencia Latina para conducir un nuevo dominical llamado Punto final, en el que permaneció hasta junio de 2016, cuando los gerentes no le renovaron contrato. Fue reemplazado por Mónica Delta en un nuevo formato.

### Exitosa (2016-presente)
En el 2016, regresa a ATV para conducir un noticiero matutino llamado Aquí y ahora, el cual no gozó de la audiencia esperada y tuvo que ser retirado del aire en febrero del año siguiente, un mes después de la renuncia del presentador.
Desde entonces Lúcar forma parte de Exitosa 95.5 FM. Desde abril de 2017, es conductor del programa periodístico La revista sábado, en alusión a La revista dominical, también por la señal de ATV. El 18 de marzo de 2018, volvió a conducir el mítico programa La revista dominical, ahora a través de Exitosa TV,  que llegó a su fin en 2018. Tras la renuncia de su gran amigo radial, el periodista Phillip Butters, fue poco a poco iniciando un nuevo programa llamado Hablemos claro. Inició sus transmisiones, junto con Manuel Rosas, de lunes a sábado, de 6:00 a 9:00.
En agosto de 2019, Manuel Rosas renuncia a Exitosa, y el programa cambia radicalmente de horario. Continúa transmitiéndose de lunes a sábado, pero ahora de 8:00 a 11:00 y también se transmite los domingos, pero en el horario antiguo, de 6:00 a 9:00, en la misma emisora.

## Controversias
En sus primeros años Lúcar ganó mérito en la cobertura del gobierno de Alberto Fujimori por sus destapes del régimen, como el reportaje del narcotraficante Demetrio Chávez Peñaherrera (alias Vaticano) y sus presuntas relaciones con altos cargos militares, lo que generó malestar de la familia Crousillat, dueños del canal América.
En abril de 2002, fue sentenciado por tres años de prisión suspendida por difamación en agravio del entonces presidente del Congreso, Carlos Ferrero, cuando este estuvo relacionado en un reportaje sobre las actividades ilícitas de Vladimiro Montesinos. Posteriormente, fue sentenciado por otros dos años por realizar un «falso testimonio» a Ronald Pereda Díaz. Además, a mediados del mismo 2002 también fue sentenciado por dos años de prisión suspendida por el delito de dimación contra Baruch Ivcher.
En ese año, el entonces ministro Roberto Dañino demandó también al periodista por asesorar a un estudio de abogados estadounidense, previamente difundo por Beto Ortiz, y tildó de «conocido difamador».
En el 2016, Univisión reveló que en el 2006, Lúcar y su esposa estuvieron involucrados con la empresa Mossack Fonseca para el financiamiento del programa Señora León.

## Vida personal
En 1996, Nicolás Lúcar contrae nupcias con Frances Crousillat Carreño, hija del entonces presidente del directorio de América Televisión, José Enrique Crousillat. Es padre de 5 hijos, incluido el músico Nicolás Duarte.

## Trabajos

### Televisión

#### Conductor
- La revista dominical (América Televisión, 1991-1999 y 2001-2002)
- La revista de América (América Televisión, 2000)
- Tiempo nuevo (América Televisión, 2000-2001)
- Pulso (Panamericana Televisión, señal de Ernesto Schütz, 2003)
- Lúcar y punto (Panamericana Televisión, señal de Ernesto Schütz, 2003-2004)
- Día D (ATV, 2005-2009)
- Punto final (Frecuencia Latina, 2009-2016)
- Aquí y ahora (ATV, 2016-2017)
- La revista sábado (ATV, 1 de abril-25 de noviembre de 2017)
- La revista dominical (Exitosa TV, 2018)
- Hablemos claro (Exitosa TV, 2018-presente)

#### Reportero
- En persona (1988-1991)

### Radio
- Radio Miraflores (2003-2006)
- Nicolás Lúcar en Exitosa (Radio Exitosa, 2014-2018)
- Hablemos claro (Radio Exitosa, 2018-presente)